# Menhir de Chválov
Le menhir de Chválov est un mégalithe situé près de la commune de Sedlec-Prčice, en République tchèque.

## Situation
Le menhir se dresse dans une zone boisée située sur la colline Homoli, à environ cinq cents mètres à l'ouest du village de Chválov (cs), et à une dizaine de kilomètres à l'ouest-sud-ouest de Sedlec-Prčice.

## Description
La pierre est composée de granite et mesure environ 1,65 m de hauteur,.